# Leussow
Leussow è una località del comune di Göhlen nel Meclemburgo-Pomerania Anteriore, in Germania.
Appartiene al circondario (Kreis) di Ludwigslust-Parchim (targa LWL) ed è parte della comunità amministrativa (Amt) di Ludwigslust-Land.
Già comune autonomo, il 26 maggio del 2019 è stato incorporato al comune di Göhlen.